# محمد بن راشد القفصي
ابن راشد القفصي (650 - 1250 / 736هـ - 1336م) هو محمد بن عبد الله بن راشد البكري القفصي ولد بمدينة قفصة، رحل إلى تونس وتتلمذ على ابن الغماز وحازم القرطاجني ثم سافر إلى مصر واستقر فترة بالإسكندرية، ودرس على ناصر الدين الابياري تلميذ ابن الحاجب وناصر الدين بن المنير والكمال بن التنيسي وضياء الدين بن العلاف ، ثم سافر إلى مدينة القاهرة فدرس على امام المالكية شهاب الدين القرافي وعلى تقي الدين بن دقيق العيد . وبعد أن حج عاد ابن راشد إلى قفصة وتولى بها القضاء، ولكنه لم يستمر بهذا المنصب طويلا؛ بسبب كثرة الوشايات والحساد، وساءت علاقته بالحكام فضيقوا عليه حتى اعتزل الناس، وخصص بقية عمره للعلم وكتابة الكتب، ولعلها كانت سببا في غزارة مؤلفاته إذ انتج كثيرًا من كتب الفقه وأصوله وعلوم اللغة العربية فانتشرت مصنفاته في مشارق الأرض ومغاربها وكثر اشتغال طلاب العلم بدراستها ونسخها وعدها بعض أهل العلم أكثر من ستين مجلدا . ترك ابن راشد القفصي ثروة علمية قل نظيرها رغم إن كثيرا منها تفرق في الأمصار وضاع ولكن الذي بقي محفوظا في عدد من المكتبات يعتبر هاما جدا ويعتبر أكثرها قيمة كتاب تلخيص المحصول الذي شرح فيه كتاب الرازي في أصول الفقه وكتاب نخبة الواصل في شرح الحاصل والشهاب الثاقب في شرح ابن الحاجب وهو شرح مختصر بسط به كتاب ابن الحاجب وجعل التعامل معه متيسرا لطلبة العلم، وكتاب الفائق في الاحكام والوثائق، وكتاب المذهب في ضبط مسائل المذهب ، وكتاب لباب اللباب وكتاب النظم البديع في اختصار التفريع وهو اختصار لكتاب التفريع لابن الجلاب، وكتاب تحفة اللبيب في اختصار ابن الخطيب وهو في تفسير القران .